# District de Kolín
Le district de Kolín (en tchèque : okres Kolín) est un des douze districts de la région de Bohême-Centrale (Středočeský kraj), en Tchéquie. Son chef-lieu est la ville de Kolín. 

## Liste des communes
Le district compte 90 communes, dont 6 ont le statut de ville (město, en gras) et 3 celui de bourg (městys, en italique) :
Barchovice •
Bečváry •
Bělušice •
Břežany I •
Břežany II •
Býchory •
Cerhenice •
Černíky •
Chotutice •
Choťovice •
Chrášťany •
Církvice •
Červené Pečky •
Český Brod •
Dobřichov •
Dolní Chvatliny •
Dománovice •
Doubravčice •
Drahobudice •
Grunta •
Horní Kruty •
Hradešín •
Jestřabí Lhota •
Kbel •
Klášterní Skalice •
Klučov •
Kolín •
Konárovice •
Kořenice •
Kouřim •
Krakovany •
Křečhoř •
Krupá •
Krychnov •
Kšely •
Libenice •
Libodřice •
Lipec •
Lošany •
Malotice •
Masojedy •
Mrzky •
Nebovidy •
Němčice •
Nová Ves I •
Ohaře •
Ovčáry •
Pašinka •
Pečky •
Plaňany •
Pňov-Předhradí •
Polepy •
Polní Chrčice •
Polní Voděrady •
Poříčany •
Přehvozdí •
Přistoupim • •
Přišimasy •
Radim •
Radovesnice I •
Radovesnice II •
Ratboř •
Ratenice •
Rostoklaty •
Skvrňov •
Starý Kolín •
Svojšice •
Tatce •
Tismice •
Toušice •
Třebovle •
Tři Dvory •
Tuchoraz •
Tuklaty •
Týnec nad Labem •
Uhlířská Lhota •
Veletov •
Velim •
Velký Osek •
Veltruby •
Vitice •
Volárna •
Vrátkov •
Vrbčany •
Zalešany •
Zásmuky •
Žabonosy •
Ždánice •
Žehuň •
Žiželice

## Principales communes
Population des dix principales communes du district au 1er janvier 2024 et évolution depuis le 1er janvier 2023 :
| Kolín           | 33 229 | en diminution   |
| Český Brod      | 7 423  | en augmentation |
| Pečky           | 4 889  | en stagnation   |
| Velký Osek      | 2 608  | en stagnation   |
| Velim           | 2 232  | en diminution   |
| Týnec nad Labem | 2 205  | en augmentation |
| Zásmuky         | 2 116  | en augmentation |
| Červené Pečky   | 2 057  | en augmentation |
| Kouřim          | 1 978  | en diminution   |
| Plaňany         | 1 934  | en augmentation |